# 三重郡
三重郡（日语：／ Mie gun */?）為位於日本三重縣北部的郡。
現轄有以下3町：
- 菰野町
- 朝日町
- 川越町

在1879年實施郡區町村編制法時的轄區還包括現在的四日市市的大部分區域。

## 歷史
過去在令制國時代屬於伊勢國，10世紀時曾被獻給伊勢神宮成為神郡，在16世紀戰國時代初期，此區域由眾多被統稱為北勢四十八家的小勢力的豪族們所掌控。
16世紀進入江戶時代後，三重郡內的商業中心四日市地區成為直屬幕府的天領，因而在此設立代官所，並建有四日市陣屋，負責管理伊勢國北部，同時也建有宿場，成為東海道五十三次之一。而除了四日市地區外的周邊區域則分屬桑名藩、忍藩、菰野藩、津藩、久居藩，此外伊勢龜山藩、一宮藩、吹上藩、紀州藩在此也有小部分領地。
19世紀末明治維新後，日本新政府於1868年設立了度會府負責管理位於伊勢國北部原本幕府直屬的領地，1871年實施廢藩置縣後，原本屬於各藩的區域改隸屬菰野縣、忍縣、桑名縣、津縣、久居縣、桑名縣、龜山縣、吹上縣、和歌山縣、神戶縣；不過僅四個月後，位於伊勢國北部的各縣被整併為一個縣，由於最初的縣廳設安濃郡津大門町（位於現在的津市），因此命名為安濃津縣，不過又是僅三個月後，縣廳搬遷到位於位於三重郡四日市的四日市陣屋，因此縣名亦隨之改用本郡的名稱而成為「三重縣」。雖然在1873年由於位於四日市陣屋的辦公空間不足，同時考量到三重縣未來可能會與南側的度會縣合併，因此又將縣廳遷回安濃郡，不過縣名並未在更動，而是繼續使用「三重縣」。
1879年實施郡區町村編製法時，正式設置近代的行政區劃「三重郡」，並在四日市町（位於現在的四日市市）設置「三重朝明郡役所」，也同時負責管理朝明郡。

### 沿革

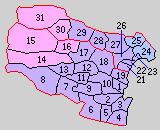
1896年三重郡轄下的行政區劃：
1.四日市町、2.日永村、3.鹽濱村、4.楠村、5.河原田村、6.內部村、7.小山田村、8.水澤村、9.四鄉村、10.常磐村、11.川島村、12.神前村、13.櫻村、14.菰野村、15.千種村、16.鵜川原村、17.縣村、18.三重村、19.海藏村、21.羽津村、22.富田村、23.富洲原村、24.川越村、25.朝日村、26.大矢知村、27.八鄉村、28.下野村、29.保保村、30.竹永村、31.朝上村
（紫色：現屬四日市市、桃色：現屬菰野町、青色：至今為參與合併）

- 1889年4月1日：實施町村制，三重郡下設：四日市町、日永村（日语：日永村）、鹽濱村（日语：塩浜村）、楠村（日语：楠町 (三重県)）、河原田村（日语：河原田村 (三重県)）、內部村（日语：内部村）、小山田村（日语：小山田村 (三重県)）、水澤村（日语：水沢町 (四日市市)）、四鄉村（日语：四郷村 (三重県三重郡)）、常磐村（日语：常磐村 (三重県)）、川島村（日语：川島村 (三重県)）、神前村（日语：神前村 (三重県)）、櫻村（日语：桜村 (三重県)）、菰野村、千種村（日语：千種村 (三重県)）、鵜川原村（日语：鵜川原村）、縣村（日语：県村 (三重県)）、三重村（日语：三重村 (三重県)）、海藏村（日语：海蔵村）。（1町18村）
- 1896年4月1日：三重郡與朝明郡合併為新設立的三重郡，原屬朝明郡的羽津村（日语：羽津村）、富田村（日语：富田 (四日市市)）、富洲原村（日语：富洲原町）、川越村、朝日村、大矢知村（日语：大矢知村）、八鄉村（日语：八郷村 (三重県)）、下野村（日语：下野村 (三重県)）、保保村（日语：保々村）、竹永村（日语：竹永村）、朝上村（日语：朝上村）亦改隸屬三重郡。（1町29村）
- 1897年8月1日：四日市町改制為四日市市[2]，並脫離三重郡的管轄。（29村）
- 1897年9月1日：實施郡制（日语：郡制）。
- 1912年11月10日：富田村改制為富田町（日语：富田 (四日市市)）。（1町28村）
- 1923年1月1日：富洲原村改制為富洲原町（日语：富洲原町）。（2町27村）
- 1923年4月1日：廢除郡會和郡參事會。
- 1926年7月1日：廢除郡役所，此後郡不再作為行政區劃，只作為地名的表示。
- 1928年10月1日：菰野村改制為菰野町。[3]（3町26村）
- 1930年1月1日：海藏村、鹽濱村被併入四日市市。[2]（3町24村）
- 1940年2月11日：楠村改制為楠町（日语：楠町 (三重県)）。（4町23村）
- 1941年2月11日：日永村、常磐村、羽津村、富田町、富洲原町被併入四日市市。[2]（2町20村）
- 1943年9月15日：四鄉村、內部村被併入四日市市。[2]（2町18村）
- 1954年3月31日：小山田村被併入四日市市。[2]（2町17村）
- 1954年7月1日：川島村、神前村、櫻村、三重村、縣村、八鄉村、下野村、大矢知村、河原田村被併入四日市市。[2]（2町8村）
- 1954年10月17日：朝日村改制為朝日町。[4]（3町7村）
- 1955年4月1日：朝上村和千種村合併為朝明村（日语：朝明村）。[3]（3町6村）
- 1956年9月30日：菰野町、鵜川原村、竹永村合併為新設立的菰野町。[3]（3町4村）
- 1957年1月15日：朝明村被併入菰野町。[3]（3町3村）
- 1957年4月15日：水澤村、保保村被併入四日市市。[2]（3町1村）
- 1961年5月1日：川越村改制為川越町。（4町）
- 1961年11月27日：朝日町和川越町調整部分邊界。
- 2005年2月7日：楠町被併入四日市市。[2]（3町）

### 變遷表
| 1889年4月1日   | 1889年 - 1912年             | 1912年 - 1944年             | 1945年 - 1954年             | 1955年 - 1989年             | 1955年 - 1989年             | 1989年 - 現在               | 現在                        |
| -------------- | --------------------------- | --------------------------- | --------------------------- | --------------------------- | --------------------------- | --------------------------- | --------------------------- |
| 四日市町       | 1897年8月1日 改制為四日市市 | 1897年8月1日 改制為四日市市 | 1897年8月1日 改制為四日市市 | 四日市市                    | 四日市市                    | 四日市市                    | 四日市市                    |
| 鹽濱村         | 鹽濱村                      | 鹽濱村                      | 1930年1月1日 併入四日市市   | 四日市市                    | 四日市市                    | 四日市市                    | 四日市市                    |
| 海藏村         |                             |                             | 1930年1月1日 併入四日市市   | 四日市市                    | 四日市市                    | 四日市市                    | 四日市市                    |
| 日永村         | 日永村                      | 日永村                      | 1941年2月11日 併入四日市市  | 四日市市                    | 四日市市                    | 四日市市                    | 四日市市                    |
| 常磐村         |                             |                             | 1941年2月11日 併入四日市市  | 四日市市                    | 四日市市                    | 四日市市                    | 四日市市                    |
| 朝明郡羽津村   | 1896年4月1日 三重郡羽津村   | 1896年4月1日 三重郡羽津村   | 1941年2月11日 併入四日市市  | 四日市市                    | 四日市市                    | 四日市市                    | 四日市市                    |
| 朝明郡富田村   | 1896年4月1日 三重郡富田村   | 1912年11月10日 改制為富田町 | 1941年2月11日 併入四日市市  | 四日市市                    | 四日市市                    | 四日市市                    | 四日市市                    |
| 朝明郡富洲原村 | 1896年4月1日 三重郡富洲原村 | 1923年1月1日 改制為富洲原町 | 1941年2月11日 併入四日市市  | 四日市市                    | 四日市市                    | 四日市市                    | 四日市市                    |
| 內部村         | 內部村                      | 內部村                      | 1943年9月15日 併入四日市市  | 四日市市                    | 四日市市                    | 四日市市                    | 四日市市                    |
| 四鄉村         |                             |                             | 1943年9月15日 併入四日市市  | 四日市市                    | 四日市市                    | 四日市市                    | 四日市市                    |
| 小山田村       | 小山田村                    | 小山田村                    | 1954年3月31日 併入四日市市  | 四日市市                    | 四日市市                    | 四日市市                    | 四日市市                    |
| 河原田村       | 河原田村                    | 河原田村                    | 1954年7月1日 併入四日市市   | 四日市市                    | 四日市市                    | 四日市市                    | 四日市市                    |
| 川島村         |                             |                             | 1954年7月1日 併入四日市市   | 四日市市                    | 四日市市                    | 四日市市                    | 四日市市                    |
| 神前村         |                             |                             | 1954年7月1日 併入四日市市   | 四日市市                    | 四日市市                    | 四日市市                    | 四日市市                    |
| 櫻村           |                             |                             | 1954年7月1日 併入四日市市   | 四日市市                    | 四日市市                    | 四日市市                    | 四日市市                    |
| 縣村           |                             |                             | 1954年7月1日 併入四日市市   | 四日市市                    | 四日市市                    | 四日市市                    | 四日市市                    |
| 三重村         |                             |                             | 1954年7月1日 併入四日市市   | 四日市市                    | 四日市市                    | 四日市市                    | 四日市市                    |
| 朝明郡大矢知村 | 1896年4月1日 三重郡大矢知村 | 1896年4月1日 三重郡大矢知村 | 1954年7月1日 併入四日市市   | 四日市市                    | 四日市市                    | 四日市市                    | 四日市市                    |
| 朝明郡八鄉村   | 1896年4月1日 三重郡八鄉村   | 1896年4月1日 三重郡八鄉村   | 1954年7月1日 併入四日市市   | 四日市市                    | 四日市市                    | 四日市市                    | 四日市市                    |
| 朝明郡下野村   | 1896年4月1日 三重郡下野村   | 1896年4月1日 三重郡下野村   | 1954年7月1日 併入四日市市   | 四日市市                    | 四日市市                    | 四日市市                    | 四日市市                    |
| 水澤村         | 水澤村                      | 水澤村                      | 水澤村                      | 水澤村                      | 1957年4月15日 併入四日市市  | 四日市市                    | 四日市市                    |
| 朝明郡保保村   | 1896年4月1日 三重郡保保村   | 1896年4月1日 三重郡保保村   | 1896年4月1日 三重郡保保村   | 1896年4月1日 三重郡保保村   | 1957年4月15日 併入四日市市  | 四日市市                    | 四日市市                    |
| 楠村           | 楠村                        | 楠村                        | 1940年2月11日 改制為楠町    | 1940年2月11日 改制為楠町    | 1940年2月11日 改制為楠町    | 2005年2月7日 併入四日市市   | 四日市市                    |
| 菰野村         | 菰野村                      | 1928年10月1 改制為菰野町    | 1928年10月1 改制為菰野町    | 1956年9月30日 合併為菰野町  | 1956年9月30日 合併為菰野町  | 菰野町                      | 菰野町                      |
| 鵜川原村       |                             |                             |                             | 1956年9月30日 合併為菰野町  | 1956年9月30日 合併為菰野町  | 菰野町                      | 菰野町                      |
| 朝明郡竹永村   | 1896年4月1日 三重郡竹永村   | 1896年4月1日 三重郡竹永村   | 1896年4月1日 三重郡竹永村   | 1956年9月30日 合併為菰野町  | 1956年9月30日 合併為菰野町  | 菰野町                      | 菰野町                      |
| 千種村         | 千種村                      | 千種村                      | 千種村                      | 1955年4月1日 合併為朝明村   | 1957年1月15日 併入菰野町    | 菰野町                      | 菰野町                      |
| 朝明郡朝上村   | 1896年4月1日 三重郡朝上村   | 1896年4月1日 三重郡朝上村   | 1896年4月1日 三重郡朝上村   | 1955年4月1日 合併為朝明村   | 1957年1月15日 併入菰野町    | 菰野町                      | 菰野町                      |
| 朝明郡川越村   | 1896年4月1日 三重郡川越村   | 1896年4月1日 三重郡川越村   | 1896年4月1日 三重郡川越村   | 1896年4月1日 三重郡川越村   | 1961年5月1日 改制為川越町   | 1961年5月1日 改制為川越町   | 1961年5月1日 改制為川越町   |
| 朝明郡朝日村   | 1896年4月1日 三重郡朝日村   | 1896年4月1日 三重郡朝日村   | 1954年10月17日 改制為朝日町 | 1954年10月17日 改制為朝日町 | 1954年10月17日 改制為朝日町 | 1954年10月17日 改制為朝日町 | 1954年10月17日 改制為朝日町 |